# Bataille de Treviño
Pour les articles homonymes, voir Trevino.
Troisième guerre carliste (1872-1876)
La bataille de Treviño est livrée dans la province de Burgos en Espagne le 7 juillet 1875 pendant la troisième guerre carliste. Elle oppose les forces gouvernementales commandées par le général Quesada (en) à l'armée carliste du général Don José Pérula y de La Parra (es). Les carlistes sont battus et la victoire permet aux gouvernementaux de reprendre Treviño. La bataille est appelée bataille de Zumelzu par les carlistes.